# Cyryl Adamski
Cyryl Adamski (ur. 7 lutego 1930 w Poznaniu, zm. 3 lipca 1997 tamże) – polski lekkoatleta, sprinter, następnie lekarz ginekolog-położnik.
Wystąpił na Akademickich Mistrzostwach Świata (UIE) w 1949 w Berlinie, gdzie zajął 4. miejsce w sztafecie 4 × 100 metrów (razem z nim biegli: Zygmunt Buhl, Zdobysław Stawczyk i Józef Rutkowski).
Był mistrzem Polski w sztafecie 4 × 100 metrów w 1948 i 1951, wicemistrzem w 1954 i 1955 oraz brązowym medalistą w 1949. Zdobył również halowe mistrzostwo Polski w biegu na 80 metrów w 1949.
Czterokrotnie ustanawiał rekordy Polski w klubowej sztafecie 4 × 100 metrów do wyniku 42,6 s (6 czerwca 1954 w Poznaniu).
Rekordy życiowe:
| Konkurencja        | Data i miejsce           | Wynik |
| ------------------ | ------------------------ | ----- |
| bieg na 100 metrów | 1 lipca 1953, Kraków     | 10,8  |
| bieg na 200 metrów | 22 sierpnia 1954, Poznań | 22,2  |

Przez całą swoją karierę reprezentował klub AZS Poznań.
W 1952 ukończył Wyższą Szkołę Wychowania Fizycznego w Poznaniu, a w 1955 Akademię Medyczną w Poznaniu. Pracował jako ginekolog-położnik.